# Acanthocreagris apulica
Acanthocreagris apulica es una especie de arácnido del orden Pseudoscorpionida de la familia Neobisiidae.

## Distribución geográfica
Se encuentra en Italia.